# Gene Perla

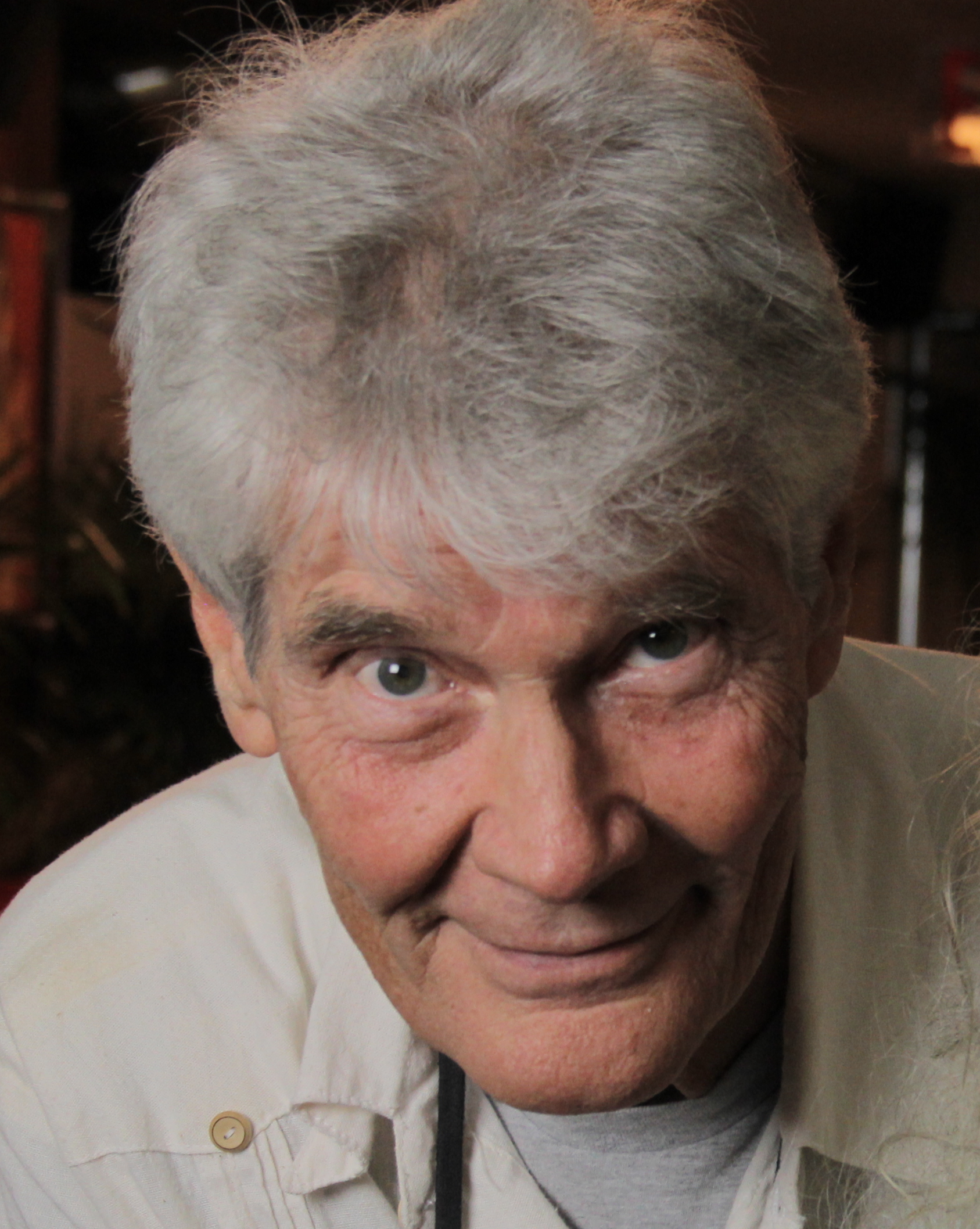
Gene Perla

August „Gene“ Perla (* 1. März 1940 in Hackensack/New Jersey) ist ein US-amerikanischer Jazz-Bassist.

## Leben und Wirken
Perla erhielt zunächst klassischen Klavierunterricht, entdeckte den Jazz und spielte während seiner Zeit in der Highschool Posaune. Er unterzog sich zunächst einem Studium als Wirtschaftsingenieur an der University of Toledo. Erst dann entschied er sich, Musiker zu werden und studierte von 1962 bis 1964 am Berklee College of Music und wechselte zum Bass. Gemeinsam mit Don Alias wurde er dann Mitglied der Salsa-Band Los Muchachos, um dann bei Nina Simone zu spielen. 1969 bis 1970 war er Mitglied von Woody Hermans Orchester, arbeitete dann mit dem Thad Jones/Mel Lewis Orchestra, Sarah Vaughan und von 1971 bis 1973 mit Elvin Jones. Gelegentlich spielte er 1974/75 auch mit Sonny Rollins.
Mitte der 1970er Jahre gründete Perla das Label PM (Perla Music) sowie kurz danach das Label run Plug und produzierte Aufnahmen u. a. mit Dave Liebman, Elvin Jones, Steve Grossman, Pat LaBarbera und Jerry Bergonzi. Seit 1975 leitete er mit Don Alias die Gruppe Stone Alliance (mit Jan Hammer bzw. Steve Grossman). Außerdem trat er als Sideman u. a. mit Willie Bob, Jan Hammer, Jeremy Steig, Nina Simone und Miles Davis auf. Seit Ende der 1990er Jahre ist er Mitglied des Fine Wine Trio mit Richard Wyands und Bobby Kapp. Mit seinem Go-Trio war er international mit der Sängerin Viktorija Gečytė unterwegs.
Perla lehrte zunächst an der William Paterson University und seit der Jahrtausendwende an der Lehigh University.

## Diskographische Hinweise
- Stone Alliance (PM 1976, mit Jan Hammer, Don Alias)
- Stone Alliance: Con amigos (PM/Happy Bird 1977, mit Steve Grossman, Don Alias)
- Stone Alliance: Heads Up (PM 1980)
- Chick Corea, Joe Farrell, Frank Foster, Elvin Jones, Gene Perla: John Coltrane Memorial Concert (GOWI 1993)
- Stone Alliance: Live in Amsterdam (PM 2004, mit Steve Grossman, Don Alias)
- Bill’s Waltz (PM 2008)
- Dan Wilkins, James Collins, Gene Perla, Byron Landham: Horizons Quartet (PM 2021)

## Lexikalischer Eintrag
- Barry Kernfeld Perla, Gene (August). New Grove Dictionary of Jazz 2002 (Oxford Music Online)